# Outlaws of Sonora
Outlaws of Sonora è un film del 1938 diretto da George Sherman.
È un film western statunitense con Robert Livingston, Ray Corrigan e Max Terhune. Fa parte della serie di 51 film western dei Three Mesquiteers, basati sui racconti di William Colt MacDonald e realizzati tra il 1936 e il 1943.

## Produzione
Il film, diretto da George Sherman su una sceneggiatura di Betty Burbridge e Edmond Kelso con il soggetto della stessa Burbridge (storia) e di William Colt MacDonald (creatore dei personaggi), fu prodotto da William Berke per la Republic Pictures e girato nell'Iverson Ranch a Chatswort in California. Il titolo di pre-produzione fu Riders of the Black Hills.

## Distribuzione
Il film fu distribuito negli Stati Uniti dal 14 aprile 1938 al cinema dalla Republic Pictures.